# 郭佑華
郭佑華（1958年12月15日—2023年3月27日），藝名為妞妞（Niu-Niu），英屬香港與台灣的女演員。在1970年代初期至1980年代初期曾參與演出許多邵氏電影公司的電影。

## 生平
郭佑華的母親司馬音是1948年度香港小姐競選冠軍。郭女在1958年12月15日於日本出生，1967年與家人移居台灣，但經常往返香港和台灣。因為母親是香港小姐及在香港當電影演員的關係，郭女在6歲時就進入了演藝圈當童星，第一部戲是在香港邵氏兄弟製作的《珊珊》中飾演李菁的童年，之後還在《水上人家》、《星月爭輝》、《色不迷人人自迷》等影片中演出。1972年與邵氏公司約滿後，在日本影星石原裕次郎推薦下，進入日本東寶藝能學校研習歌舞，並在日本拍了幾年的電影和電視。1976年應香港麗的電視之邀回到香港主持電視節目《妞妞時間》，同年12月重返邵氏，簽約五年，成為邵氏力捧的少女明星，此時與傅聲合作拍了張徹導演的《射鵰英雄傳》續集和第三集。
退出電影圈後，曾定居新加坡，現於澳洲定居，育有一子一女。
1989年曾在周遊力邀下參加中視八點檔備檔劇「親密關係」拍攝。

## 電影作品
- 珊珊（1967）飾演 幼年林珊珊
- 星月爭輝（1967）
- 色不迷人人自迷（1967）
- 水上人家（1969）
- 情人的眼淚（1969）
- 春蠶 （页面存档备份，存于）（1969）
- 兒女是我們的 （页面存档备份，存于）（1970）
- 南海情歌（1970）
- 胡姬花 （页面存档备份，存于）（1970）飾演 莫小妹
- 來如風（1971）
- 夕陽戀人 （页面存档备份，存于）（1971）
- 玉女嬉春[]（1971）
- 冰天俠女（1971）飾演 幼時沈冰紅
- 包剪搥 （页面存档备份，存于）（1977）
- 金玉良緣紅樓夢（1977）飾演 蒋玉菡（琪官）
- 飛女芝芝（1977）
- 射鵰英雄傳續集（1978）飾演 黃蓉
- 南少林與北少林（1978）
- 我伴彩雲飛（1978）
- 鬼咁過癮 （页面存档备份，存于）（1979）
- 古靈精怪小鬼頭（1979）
- 醒目仔 （页面存档备份，存于）（1980）
- 玉釵盟[]（1980）
- 情俠追風劍 （页面存档备份，存于）（1980）飾演 冷靈芝
- 射鵰英雄傳第三集（1981）飾演 黃蓉
- IQ笨蛋（1981）
- 流氓千王 （页面存档备份，存于）（1981）飾演 妞妞

## 電視作品
（麗的電視）
- 妞妞時間（1976）
- 大丈夫（1977)

## 有關妞妞的書面文獻
- 「張國榮妞妞奉旨成婚」，《新電視》（HK TV NEWS）第197期，第46至47頁，1977年11月2日至11月9日。
- 吳昊，《百美千嬌》第三章 青春玉女，三聯書店（香港）有限公司，2004年7月1日出版。

## 有關妞妞的網頁
- 郭佑華在互联网电影资料库（IMDb）上的資料（英文）（英文）
- 郭佑華在香港影庫上的簡介
- 郭佑華在豆瓣上的资料（简体中文）
- 郭佑華在时光网上的簡介（简体中文）
- Hong Kong Cinemagic （页面存档备份，存于）
- 妞妞、邵氏、黃蓉。 （页面存档备份，存于）
- 哥哥和妞妞[永久]
- 20個版本的“黃蓉”形像大集合
- 亞洲電影 （页面存档备份，存于）